# Королевский семейный орден короля Эдуарда VII
Королевский семейный орден короля Эдуарда VII (англ. The Royal Family Order of King George V of the United Kingdom) — награда, которой король Эдуард VII награждал женщин-членов британской королевской семьи в знак личного уважения. Орден является личным памятным знаком, а не государственной наградой.

## Внешний вид
Лента ордена Королевской семьи Эдуарда VII представляет собой (расширяющуюся наружу) красную полосу, почти вдвое меньшую центральной полосы, тонкую золотую полосу, составляющую примерно одну пятую красной полосы, и синюю полосу, почти вдвое превышающую красную полосу.
Узор из красного золота зеркально отражен с обеих сторон.
Орден представляет собой эмалевый портрет Эдуарда VII окаймленный бриллиантовыми цветами под миниатюрной тюдоровской короной.

## Список дам ордена
- Александра Датская (1844—1925) — жена короля
- Мария Текская (1867—1953) — невестка короля
- Елена Великобританская (1846—1923) — сестра короля
- Луиза Великобританская, герцогиня Аргайл (1848—1939) — сестра короля
- Беатриса Великобританская (1857—1944) — сестра короля
- Алиса, графиня Атлонская (1883—1981) — племянница короля
- Луиза Великобританская, герцогиня Файф (1867—1931) — дочь короля
- Мод, графиня Саутеск (1893—1945) — внучка короля
- Александра, герцогиня Файф (1891—1959) — внучка короля
- Виктория Великобританская (1868—1935) — дочь короля
- Мод Великобританская (1869—1938) — дочь короля